# Mahesh Bhupathi

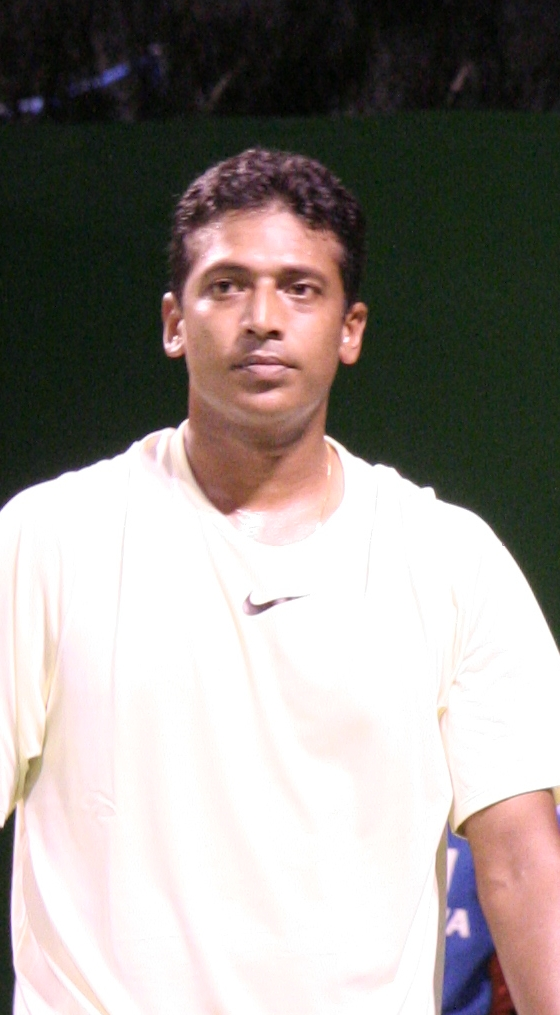
Mahesh Bhupathi i Australiska öppna 2007.

Mahesh Shrinivas Bhupathi, född 7 juni 1974 i Madras, Indien, är en indisk högerhänt professionell  tennisspelare, tidigare världsetta i dubbel.

## Tenniskarriären
Mahesh Bhupati blev professionell tennisspelare på ATP-touren 1995. Han har hittills vunnit 37 dubbeltitlar och dessutom spelat ytterligare 24 finaler. Han har vunnit tio dubbeltitlar i Grand Slam-turneringar, varav sex i mixed dubbel. Däremot har han inte vunnit någon singeltitel på ATP-touren.  Den 26 april 1999 nådde han sin högsta ranking, nummer ett, i dubbel. Han rankas i maj 2006 som nummer 28.
Tre av sina Grand Slam-titlar i dubbel (Franska öppna 1999 och 2001 och Wimbledonmästerskapen 1999) vann han tillsammans med landsmannen Leander Paes. Segern i US Open 2002 vann han tillsammans med den vitryske spelaren Max Mirnyi. De tre senaste titlarna i mixed dubbel, Wimbledon och US Open 2005 och Australiska öppna 2006, vann han tillsammans med Mary Pierce (Wimbledon), Daniela Hantuchova (US Open) och Martina Hingis (Australiska öppna).. 
Bhupati har regelbundet spelat i det indiska Davis Cup (DC) -laget perioden 1995-2006. Han har hittills (maj 2006) spelat 46 matcher, varav 24 i dubbel, och vunnit 28 matcher. Vid tre tillfällen har Bhupati deltagit i DC-matcher mot Sverige av vilka det svenska laget vunnit alla tre gånger. Det första mötet var i kvartsfinalen 1996. Bhupati förlorade då sina singlar mot Jonas Björkman och Thomas Enqvist, liksom dubbeln tillsammans med Leander Paes mot Björkman och Nicklas Kulti. År 2000 vann det svenska laget (första ronden) med Nicklas Kulti/Mikael Tillström dubbelmatchen. Däremot vann Bhupati och Paes dubbelmatchen i det senaste mötet, första ronden 2005, mot det svenska paret Simon Aspelin/Jonas Björkman med 3-6, 6-3, 6-4, 6-3. Sverige vann dock hela mötet med 3-1 i matcher.

## Spelaren och personen
Mahesh Bhupati studerade 1994-95 på universitetet i Mississippi och hade där tillfälle att utveckla sitt tennisspel. Han vann bland annat dubbeltiteln i National Collegiate Athletic Association (NCAA)-mästerskapen. Han spelar med dubbelfattad backhand. 
År 2001 tilldelades han tillsammans med Leander Paes Indiens förnämsta utmärkelse, Padma Shri, för sina enastående insatser för sitt land.  

## Grand Slam-titlar
- Australiska öppna
  - Mixed dubbel - 2006
- Franska öppna
  - Dubbel - 1999, 2001
  - Mixed dubbel - 1997
- Wimbledonmästerskapen
  - Dubbel - 1999
  - Mixed dubbel - 2002, 2005
- US Open
  - Dubbel - 2002
  - Mixed dubbel - 1999, 2005